# Parafia Najświętszego Serca Jezusowego w Kiwercach
Parafia Najświętszego Serca Jezusowego w Kiwercach – parafia rzymskokatolicka w Kiwercach, należy do dekanatu Łuck w diecezji łuckiej.

## Historia parafii
Miasteczko rejonowe w obwodzie wołyńskim – 18 tys. mieszkańców (1999). Kiedyś Kiwerce, były wsią w powiecie łuckim. Posiadały „wyborną glinę garncarską”, kaplicę katolicką i stację „drogi żelaznej kijowsko-brzeskiej”. Według podania, było to niegdyś przedmieście Łucka.
Parafia rzymskokatolicka w Kiwercach powstała w 1923 roku. Do tego czasu była to część parafii w Łucku. Po utworzeniu parafii rolę świątyni parafialnej spełniała kaplica. Kościół pw. Najświętszego Serca Jezusa został wybudowany w latach 1929–1933 ze składek wiernych. Wznoszeniem świątyni kierował i ostatnim przedwojennym proboszczem był ks. Tadeusz Bączkowski (ur. 1877). Kościół został poświęcony w 1933 r. przez bpa Adolfa Piotra Szelążka.
Po drugiej wojnie światowej, w 1945 roku, kościół został zamknięty przez władze radzieckie. Na początku lat 90. XX wieku zniszczona świątynia została przekazana do użytku wiernym prawosławnym. W 1993 roku na nowo odrodziła się parafia rzymskokatolicka, i od tego czasu budynek kościoła był współużytkowany przez dwa wyznania: katolicy gospodarzyli w prezbiterium, które w dniu 24 września 1994 roku poświęcił bp Marcjan Trofimiak ze Lwowa, prawosławni zaś korzystali z reszty kościoła.
Prawosławni z czasem wybudowali nową cerkiew pw. Pokrowy Matki Bożej i cały budynek kościoła został zwrócony katolikom. Fakt zgodnego współistnienia dwóch parafii w jednej świątyni, katolickiej i prawosławnej jest godny podkreślenia. Wielką rolę odegrał tu ks. Bohdan Starowśkyj, dziekan i proboszcz parafii Ukraińskiego Kościoła Prawosławnego Patriarchatu Kijowskiego w Kiwercach.
Od 1993 roku do Kiwerc z posługą duszpasterską dojeżdżał ks. Marek Gmitrzuk i inni kapłani pracujący w Łucku. Od 1996 do czerwca 1998 roku duszpasterzem odrodzonej parafii w Kiwercach był ks. Roman Burnik z Łucka, będący także proboszczem w Rożyszczach. Dnia 28 kwietnia 2014 roku na mocy dekretu bpa Stanisława Szyrokoradiuka, ówczesnego administratora diecezji łuckiej, powołano do istnienia diecezjalne Sanktuarium Bożego Miłosierdzia.